# Mad Caddies
Mad Caddies — ска-группа третьей волны из Калифорнии. Группа образована в 1995 и выпустила пять полноформатных альбомов, один живой альбом и 2 EP. В звуке Mad Caddies присутствует влияние различных стилей, среди которых ска, панк, хардкор, регги, свинг, джаз, полька (All-American Badass), испанская музыка, рокабилли (Crew Cut Chuck) и фокстрот (Road Rash).

## История
Основатели, Чак Робертсон, Саша Лейзор, Тод Розенберг, Картер Бенсон и Джеймс Мэлис, организовали группу в школе, но состав часто менялся. Барабанщик Тод Розенберг покинул команду в 1999, Бенсон в 2002 и басист Марк Айверсен в 2006. Текущий состав:
- Чак Робертсон (вокалист, ритм-гитарист, автор слов)
- Брайан Фленникен (барабанщик)
- Саша Лейзор (ведущий гитарист, банджо)
- Кейт Дуглас (трубач и вокалист)
- Эд Хернандес (тромбонист)
- Крис Бэдхем (басист)

Команда играла под названием The Ivy League, но в 1996 поменяла его после подписания контракта с лейблом Honest Don's Records, чтобы избежать конфликта с двумя другими группами с таким же названием. Дебютный альбом Quality Soft Core был выпущен в следующем году. После его выхода команда была подписана на лейбл Фэт Майка Fat Wreck Chords, где выпустила 4 полноформатника, EP и живой альбом.

## Дискография
- Quality Soft Core (1997)
- Duck And Cover (1998)
- The Holiday Has Been Cancelled — EP (2000)
- Rock The Plank (2001)
- Just One More (2003)
- Songs In The Key Of Eh! (Live from Toronto) (2004)
- 2007 Tour EP (Продан во время тура 2007 года, 4 старые песни + 2 новые с Keep It Going) (2007)
- Keep It Going (2007)
- Dirty Rice (2014)